# Karlo Lovrić
Fra Karlo Lovrić (Uzarići, 2. prosinca 1941.) je hrvatski franjevac poznat po pastoralnom radu i organiziranju hrvatskih katoličkih misija diljem Švicarske.

## Životopisi
Rodio se je 1941. u Uzarićima. U rodnom je mjestu išao u pučku školu. Na Širokom je Brijegu završio nižu gimnaziju. 1957. je otišao u sjemenište. Klasičnu gimnaziju pohađao je u dva grada. Prvo u Sinju, a nastavio i maturirao kod isusovaca u Dubrovniku. Poslije škole odslužio je obvezni vojni rok i ušao u franjevački novicijat na Humcu 1963. godine. Na studij je pošao u Visoko gdje je studirao filozofiju i bogoslovlje. Studij je nastavio u Sarajevu, a završio u Njemačkoj, u Königsteinu i T. kod Frankfurta na Majni. Ondje je primio svećenički red 1968. godine. Sljedeće tri godine bio je duhovnim pomoćnikom na Humcu kod Ljubuškog. Od kolovoza proljećarske 1971. do kraja godine boravio je u Hrvatskoj katoličkoj misiji u Zürichu. Poslije toga otišao u St. Gallen, gdje je 1972. osnovao i vodio KHM. Listopada 1980. vratio se je na Široki Brijeg gdje je bio župnikom do 1982. godine. Poslije toga opet se je vratio u Švicarsku gdje je boravio sve do pretkraj 1988. godine. Ondje je osnovao još jednu hrvatsku katoličku misiju, u Lausannei, čiji je bio prvi voditelj. Od tad pa sve do kraja siječnja 2005. vodio je zürišku hrvatsku katoličku misiju. Poslije toga vratio se u rodni kraj gdje je od svibnja 2005. duhovni pomoćnik u Međugorju. U pastoralu je proveo više od četrdeset godina, od čega 32 godine u Švicarskoj, radeći s iseljenim Hrvatima, uglavnom mlađe dobi. Pastoralom posjećivanja starih i bolesnih bavi se odnedavno i s time je započeo u Međugorju. 
Od 1989. do 2001. godine obnašao je službu nacionalnog delegata za Hrvatske katoličke misije u Švicarskoj. Bio je provincijski delegat od 1999. do 2001. godine. 

## Nagrade
Odlikovan je Redom Danice hrvatske s likom Antuna Radića (1995.).